# Theix
Theix (bret. Teiz) – miejscowość i dawna gmina we Francji, w regionie Bretania, w departamencie Morbihan. W 2013 roku jej populacja wynosiła 7120 mieszkańców. 
W dniu 1 stycznia 2016 roku z połączenia dwóch ówczesnych gmin – Noyalo oraz Theix – powstała nowa gmina Theix-Noyalo. Siedzibą gminy została miejscowość Theix. 